# Bob az 1976. évi téli olimpiai játékokon
Az 1976. évi téli olimpiai játékokon a bob versenyszámait február 6. és 14. között rendezték Iglsben. Két férfi versenyszámban osztottak érmeket.

## Részt vevő nemzetek
A versenyeken 13 nemzet 92 sportolója vett részt.
- Ausztria (AUT) (10)
- Csehszlovákia (TCH) (2)
- Egyesült Államok (USA) (9)
- Franciaország (FRA) (5)
- Japán (JPN) (4)
- Kanada (CAN) (9)
- Nagy-Britannia (GBR) (8)
- NDK (GDR) (8)
- NSZK (FRG) (8)
- Olaszország (ITA) (9)
- Románia (ROU) (8)
- Svájc (SUI) (8)
- Svédország (SWE) (4)

## Éremtáblázat
(Az egyes számoszlopok legmagasabb értéke vagy értékei vastagítással kiemelve.)
| Az 1976. évi téli olimpiai játékok éremtáblázata bobban | Az 1976. évi téli olimpiai játékok éremtáblázata bobban | Az 1976. évi téli olimpiai játékok éremtáblázata bobban | Az 1976. évi téli olimpiai játékok éremtáblázata bobban | Az 1976. évi téli olimpiai játékok éremtáblázata bobban | Olimpia  |
| ------------------------------------------------------- | ------------------------------------------------------- | ------------------------------------------------------- | ------------------------------------------------------- | ------------------------------------------------------- | -------- |
|                                                         | Ország                                                  | Arany                                                   | Ezüst                                                   | Bronz                                                   | Összesen |
| 1.                                                      | NDK (GDR)                                               | 2                                                       | 0                                                       | 0                                                       | 2        |
|                                                         |                                                         |                                                         |                                                         |                                                         |          |
| 2.                                                      | NSZK (FRG)                                              | 0                                                       | 1                                                       | 1                                                       | 2        |
| 2.                                                      | Svájc (SUI)                                             | 0                                                       | 1                                                       | 1                                                       | 2        |
|                                                         |                                                         |                                                         |                                                         |                                                         |          |
| Összesen                                                | Összesen                                                | 2                                                       | 2                                                       | 2                                                       | 6        |

## Érmesek
| Az 1976. évi téli olimpiai játékok érmesei bobban |                                                                                        |         |                                                                     |         |                                                                                       |         |
| Versenyszám                                       | Arany                                                                                  | Arany   | Ezüst                                                               | Ezüst   | Bronz                                                                                 | Bronz   |
| Kettes                                            | NDK (GDR) · Meinhard Nehmer · Bernhard Germeshausen                                    | 3:44,42 | NSZK (FRG) · Wolfgang Zimmerer · Manfred Schumann                   | 3:44,99 | Svájc (SUI) · Erich Schärer · Sepp Benz                                               | 3:45,70 |
| Négyes                                            | NDK (GDR) · Meinhard Nehmer · Jochen Babock · Bernhard Germeshausen · Bernhard Lehmann | 3:40,43 | Svájc (SUI) · Erich Schärer · Ueli Bächli · Ruedi Marti · Sepp Benz | 3:40,89 | NSZK (FRG) · Wolfgang Zimmerer · Peter Utzschneider · Bodo Bittner · Manfred Schumann | 3:41,37 |